# Gudrun Lund
Gudrun Lund (født 22. april 1930, død 14. januar 2020) var en dansk komponist.
Gudrun Lund blev født i Aalborg og voksede op i bl.a. Ribe og Nyborg som datter af dommer Holger Keiser-Nielsen (1885-1967) og Gerda Vogelius (1899-1982).
Allerede som 5-årig lærte hun at spille klaver og senere også violin og bratsch. I 1953 bestod hun Musikpædagogisk Diplomeksamen fra Det Kongelige Danske Musikkonservatorium og i 1955 blev hun Cand. mag. i musik, tysk og engelsk fra Københavns Universitet. Derefter flyttede hun med sin familie til USA, hvor hun underviste i klaver og spillede ved private koncerter. Efter hjemkomsten til Danmark i 1965 var hun seminarielektor ved Københavns Dag- og Aftenseminarium frem til 1995. På seminariet underviste hun i musik og senere i engelsk.
Inspireret af USA-opholdet og arbejdet på seminariet begyndte Gudrun Lund i 1976 for alvor at komponere i 1976. Samtidig passede hun sideløbende sit fuldtidsarbejde og de hjemlige pligter. I et år studerede hun komposition hos Svend S. Schultz og senere et år hos Mogens Winkel Holm. I 1983-1984 rejste hun igen til USA med støtte fra Komponistforeningens legat for at studere komposition ved Hartt College of Music. Her fik hun bl.a. bestilling på et værk for brassband, Negotiations, uropført af The Harvard University Wind Ensemble i 1984. I Danmark blev hun støttet af foreningen Kvinder i Musik, der både bestilte værker hos hende og dannede forum for mange førsteopførelser. Mange af Gudrun Lunds værker er skrevet for usædvanlige besætninger som et resultat af bestillinger fra diverse ensembler. Udover de mange værker for små ensembler har hun dog også skrevet orkesterværker og 3 sceneværker, Prinsessen på ærten frit efter H.C. Andersens eventyr, minioperaen Klodshans og familieoperaen Den stundesløse. Frem til 2000 indeholder hendes værkliste 152 opusnumre.
Hun har udtalt følgende til en enquete i Dansk Musiktidsskrift:

Spørgsmål: Påvirker det faktum, at DR's orkestre og landsdelsorkestrene er så lidt interesseret i at spille ny dansk musik din kompositionsvirksomhed?

Gudrun Lunds svar: Ja, bortset fra at den manglende interesse virker hæmmende, kommer den meget væsentlige fase af komponistens arbejde til at mangle, hvor hun under indstuderingen af et nyt værk lærer sin musik at kende ud fra de udøvende kunstneres forudsætninger og derved erfarer, hvilke kvaliteter i musikken det kan være værdifuldt at arbejde videre med.
Gudrun Lunds musik tager afsæt i den neoklassiske tradition efter Paul Hindemith og Igor Stravinskij, men er også inspireret af Carl Nielsen-traditionen. Herfra har hun bevæget sig mod en mere eksperimenterende skrivemåde, uden at miste den klarhed og melodiske følsomhed, som kendetegner hendes musik. Da hun startede sin komponistkarriere forholdsvis sent, blev hun ikke som en selvfølge en del af det danske komponistmiljø. Hun har således ofte selv været initiativtager til at får sine værker opført. Hendes musik er ofte blevet spillet i udlandet, bl.a. de nordiske lande, USA, England, Spanien og i Kina.
28. september 2005 blev Gudrun Lund valgt til formand for Akademiet for den Tredje Alder (A3A). Akademiet blev oprettet i 1987 og har ca. 300 medlemmer, som er aktive seniorer, der efter endt arbejdsliv ønsker at fordybe sig i nye emner og søger kvalificeret modspil i samvær med jævnaldrende.

## Udtalelser om Gudrun Lunds musik
Gregers Dirckinck-Holmfeld skriver i Ekstra Bladet d. 30. marts 1996 bl.a. sådan om familieoperaen Den stundesløse efter Holberg:

Det er slet ikke ringe, og der er masser af fine og sjove detaljer. Men det er alt for kompliceret, når man skal følge med i en komedie, der går over stok og sten. Så kan Verner Nicolets professionelle ledelse af kammerorkestret være nok så flot.
Eller Karsten Fundal i Dansk Musiktidsskrift:

Gudrun Lunds, Four Boys I know, er et sødt lille solostykke for trombone. Et meget anderledes stykke end man er vant til at høre, i ny musik, der udtrykker sig meget fordomsfrit, og med en meget ungdommelig løssluppenhed, eller kådhed. Jeg kan huske, at jeg var til koncerten, og vil derfor nævne at stykket er mere interessant i live da interpreteren fortager forskellige drejninger og positionsskift, i forhold til tilhøreren. 
Göran Bergendal i tidsskriftet Nordic Sounds:

The 1991 Nordic Music Festival was held in Gothenburg. The virtually unknown Gudrun Lund from Denmark would never have earned a place at the festival if the planning concept of male-female parity had not been invented. Conversely, the other women composers on the bill.......represent some of the best tendencies in new music and needed no positive discrimination to justify their inclusion. But Gudrun Lund's participation was by no means in vain. Her children's opera The Princess and the Pea was one of the big audience successes at the festival, and drew attention to a section of the repertoire that is in need of constant renewal. Lund said that she is accustomed to her works being negatively received back home in Denmark. The Gothenburg festival was surely a valuable stimulus to her in terms of her future development as a composer.

## Værkliste (ikke komplet)
- op. 2 Scherzo (orkester – 1976)
- op. 3 Elegy (tekst: Dylan Thomas – tenor, blandet kor og orkester – 1976)
- op. 4 A Woman’s Mind (klaver 1976)
- op. 6 To sange (tekst: Tove Ditlevsen – sopran, cello og klaver – 1976)
- op. 7 Fire sange om årstiderne (1976)
- op. 8 Strygekvartet nr. 1 (1976)
- op. 9 Variations on an Innocent Theme (5 blæsere – 1976)
- op. 10 Trio (fløjte, violin og viola – 1976)
- op. 11 Duo for fløjte og kontrabas (1977)
- op. 12 Four Songs for Mixed Voices (tekst: Jens August Schade – 1977)
- op. 13 Obokvartet (obo, violin, viola og cello – 1977)
- op. 14 Skisma (tekst: Tove Ditlevsen – sopran og orkester – 1977)
- op. 15 Festlig ouverture (orkester – 1977)
- op. 16 Fløjten (tekst: Tove Meyer – sopran, fløjte og klaver – 1977)
- op. 17 Duet for 2 oboer (1977)
- op. 18 Chamber Concerto (obo og kammerensemble – 1977)
- op. 19 To verdslige salmer (tekst: Tove Ditlevsen – obo og strygekvintet – 1977)
- op. 20 Strygekvartet (1978)
- op. 21 Triosonate (orgel, basun og trompet – 1978)
- op. 22 Music for 7 Players (1978)
- op. 23 Trio (fløjte, viola og klaver – 1978)
- op. 24 Variations and Theme (klarinet og strygekvintet – 1978)
- op. 25 Trio (klarinet, viola og klaver – 1978)
- op. 26 Basunkoncert (1978)
- op. 27 Menighedsmesse (sang og orgel – 1978)
- op. 28 Sonate for 2 musikere (sopranblokfløjte og violin – 1978)
- op. 29 Patterns (blæserkvintet – 1978)
- op. 30 Variations in 4 movements (violin, cello og klaver – 1978)
- op. 31 Four miniatures (bassethorn 1979)
- op. 32 Consequences (orkester – 1976)
- op. 33 Seven Letters to M. (strygekvartet 1979)
- op. 34 Quintetto di bassetto (blæserkvintet – 1979)
- op. 35 Tanker i mørket – 3 sange (tekst: Tove Ditlevsen – mandskor – 1979)
- op. 36 Tre sange om livet og døden (tekst: Grethe Risbjerg Thomsen – sopran, basun og orgel – 1979)
- op. 37 Divertimento (2 trompeter, blæserkvintet, klaver og strygere – 1979)
- op. 38 Sonate for viola (1979)
- op. 39 Relations (basun og blæserkvintet – 1979)
- op. 40 Seks duetter (2 trompeter – 1979)
- op. 41 Prinsessen på ærten (tekst efter H.C. Andersen – 1980)
- op. 42 Serenata serioso (violin, viola og cello – 1980)
- op. 43 Syv facetter (orgel – 1980)
- op. 44 Klaverkvintet (1980)
- op. 45 Tre på linje (egen tekst – 1980)
- op. 46 About Life and Nature (tekst: A.E. Housman – sang og violin – 1980)
- op. 47 Tanker (basun og orgel – 1980)
- op. 48 To sange (tekst: Tove Sitlevsen – tenor og orgel – 1980)
- op. 49 Variations on an Innocent Theme – 2nd Version (blæserkvintet – 1980)
- op. 50 Sonatina (obo/fløjte og klaver – 1980)
- op. 51 Vintersonate (tekst: Orla Bundgård Povlsen – sopran, cello og kontrabas – 1980)
- op. 52 Klarinetkvartet (klarinet, violin, viola og cello – 1981)
- op. 53 Five Boys I Know (basbasun 1981)
- op. 54 Sonata con forza (cello – 1981)
- op. 55 Koncert for obo og strygere (1981)
- op. 56 Tre melodiske studier for 4 celloer (1981)
- op. 57 Otte danske sange (1981)
- op. 58 Spil for ulige partnere (fløjte og kontrabas – 1981)
- op. 59 Sonata in 3 Movements (viola og klaver – 1981)
- op. 61 Sonate (klaver – 1982)
- op. 62 Goddag mand, økseskaft (obo, horn, violin og cello – 1982)
- op. 63 Patchwork – a Symphony in 4 Colours (orkester – 1982)
- op. 64 Ensomme sjæle (obo, altsax og orgel – 1982)
- op. 65 Sorrow (egen tekst – sopran, blandet kor, obo og klaver – 1982)
- op. 66 Abstract (akkordeon – 1982)
- op. 67 Klavertrio (violin, cello og klaver – 1982)
- op. 68 Three subjects in Different Contrasting Moods (3 basuner – 1982)
- op. 69 Hærværk (sopran, akkordeon og hammer – 1982)
- op. 70 Strygekvartet nr. 4 (1983)
- op. 71 Abstract, too (fløjte, klarinet, fagot, viola, cello og kontrabas – 1983)
- op. 72 Klarinetkvartet (1983)
- op. 73 Con anima (fløjte og strygere – 1983)
- op. 74 Break (obo – 1983)
- op. 75 A Suite in 3½ Movements (fløjte og viola – 1983)
- op. 76 Negotations (harmoniorkester – 1983)
- op. 77 Strygekvartet nr. 5 (1984/1986)
- op. 78 Why Don't They Listen? (sopran, tenor klarinet og orgel – 1984)
- op. 79 Round of the Seasons (bl. kor – 1984)
- op. 80 Three Canons and a Row (2 klarinetter – 1984)
- op. 81 Rainbow (strygekvartet, harpe, klaver og bånd – 1984)
- op. 82 Continuous (tuba – 1984)
- op. 83 Co-existence (kontrabas og klaver – 1984)
- op. 84 Driving in the Fog (egen tekst – sang og klaver – 1984)
- op. 85 Klip for 15 instrumenter (kammerorkester – 1984)
- op. 86 Walking Along (klarinet og orkester – 1984)
- op. 87 Flip-Flop (viola og klaver – 1985)
- op. 88 Diversions (orkester – 1985)
- op. 89 Drama in 4 acts (egen tekst – tenor og strygekvartet – 1985)
- op. 90 Mixed Movements (basun og klaver – 1985)
- op. 91 Lydbillede (violin og cello – 1985)
- op. 92 Match (klaver – 1986)
- op. 93 Op og ned (mandolinorkester – 1986)
- op. 94 Spørgsmål (sopran, violin og akkordeon – 1986)
- op. 95 Mit forhold til årstiderne (For mezzosopran, fløjte, obo, klarinet og cembalo – 1986)
- op. 96 Organisten (sopran, violin og orgel – 1986)
- op. 97 Chase (orkester – 1986)
- op. 98 A woman’s nature? (egen tekst – mezzosopran, blæserkvintet og cembalo -1986)
- op. 99 Fem duetter for blæsere (1986)
- op. 100 Fest på Strøget (militærorkester – 1986)
- op. 101 Ten Together (orkester – 1987)
- op. 102 Games With (guitar – 1987)
- op. 103 Two Moving (violin og cello – 1987)
- op. 104 Sommer (bånd, sang og klaver – 1987)
- op. 105 Yes – No (sopran, alt og cembalo – 1987)
- op. 106 Little Suite (3 fløjter – 1987)
- op. 107 Seks skæbner (3 kor og kammer ensemble – 1988)
- op. 108 Tove Ditlevsen sange (sopran og cello – 1988)
- op. 109 Five Pieces for Grand Piano (1988)
- op. 110 Eleven Variations (2 violiner og fagot – 1988)
- op. 111 Sounds in the Park (kammerensemble – 1988)
- op. 112 Rehearsal (sang og kammerensemble – 1988)
- op. 113 Two Movements and a Pause (violin, viola og cello – 1988)
- op. 114 Five Girls I Know (basun og trompet – 1988)
- op. 115 Katrines vuggevise (kontrabas og bånd – 1988)
- op. 116 Moving Around (fløjte, klarinet, viola, cello og klaver – 1988)
- op. 117 Jungle Music (sopran, violin, klaver, slagtøj og tape – 1988)
- op. 118 Ti små fortællinger for klaver (1989)
- op. 119 Trio basso (viola, cello og kontrabas – 1988)
- op. 120 Snake (tekst: D.H. Lawrence – bl. kor og klaver – 1989)
- op. 121 Five Dialouges (klaver – 1989)
- op. 122 Turning pages (viola, cello og kontrabas – 1990)
- op. 123 Spanish Lady (klaver – 1990)
- op. 124 Fun (orkester – 1990)
- op. 125 Militærmarch (messingorkester – 1990)
- op. 126 Down the Street (klaver og akkordeon – 1990)
- op. 127 Far-away castle (tekst: Terry Jones – mezzosopran, fløjte, cello og klaver – 1991)
- op. 128 Klodshans (violiner ? – 1991)
- op. 129 Three Pieces for Horn (1991)
- op. 131 Duo (violin og klaver – 1991)
- op. 130 Eight Short Pieces for Accordeon (1992)
- op. 132 The Temperamental Violinist (violin – 1992)
- op. 133 Dejlige Danmark (bl. kor – 1992)
- op. 135 Suite for Strings (strygekvintet – 1992)
- op. 136 Talks (fløjte, klarinet og fagot – 1992)
- op. 137 Tre fabler (violin og akkordeon – 1993)
- op. 138 Interruptions (akkordeon – 1993)
- op. 139 Ti tankevækkende udsagn. Tekst Søren Kierkegaard; ti diapsalmata (aforismer) fra førstedelen af Enten-Eller, 1843 (mezzosopran, fløjte, accordon og cello – 1994)
- op. 142 Journey (klaver – 1996)
- op. 144 A Suite for Brass (5 messingblæsere – 1996)
- op. 145 Triosonate 1996 (horn og 2 violiner – 1996)
- op. 149 Annabella (tekst: Cecil Bødker – bl. kor – 1999)
- op. 151 Duo for Viola and Violoncello (1999)
- op. 152 Sonatina (basun og klaver – 2000)